# 行為
行為（英語：behavior）是指生物（包括人類與其他動物）的動作、行動方式，以及對所處環境與其他生物體或物體的一種反應。词性为中性。在生物適應環境上，行為有很重要的意義，有助於避免受到負面的環境因素所影響。在人類或其他群居動物的社會裡，有一些行為是不被接受的。
對動物而言，行為可以是有意識或無意識的，可以是自願也可以是非自願的。而且是受到內分泌系統與神經系統的控制。一般認為行為的複雜度和生物體神經系統的複雜度有關。若生物體的神經系統越複雜，越有可能學習新反應，調整其行為。或者出現突發性改變行為。
植物和細菌可以因外界影響因子而活動，像是藍綠藻的趨光作用。高等植物沒有移動的能力，但仍有依外界的變化的行為。例如依日夜的變化而開花、葉向光性，甚至食蟲植物還可以捕捉昆蟲。
行為主義是心理學中的一支，主張心理學應該研究可以被觀察和直接測量的行為，反對研究沒有科學根據的意識。人本主义心理学家研究行为，但是并不是透過一些简化行为，視为一些由成分、元素以及实验室实验变量的組合的方法。相反，他们在人们的生活历程中寻找行为模式。与行为主义者形成鲜明对照的是，人本主义心理学家关注个体所体验到的主观世界，而不是由观察者和研究者所看到的客观世界。在这个意义上，他们也被认为是现象学家——那些研究个体对事件的个人观点的人。人本主义心理学家也试图研究整体的人，将一种整体的观点运用于人类心理学。他们相信真正的理解要求一套与对社会力量和文化力量的认识相伴的关于个体心理、身体以及行为的完整知识。

## 模型

### 生物学的行为
在生物學上對於如何精確的定義行為仍有一些歧見，不過根據科學文獻的分析可以得到一個共通點：行為是生物個體或群體面對內在或外在刺激後的協調響應，可能是行動或是不行動。
另一個範圍較廣，可以適用在植物或其他生物的行為定義，類似表型可塑性的概念。此定義將行為描述成生物體一生中因為事件或是環境變化而產生的反應，和那些快速發生的生理或生物化學變化不同，也排除在成長過程中本來就會有的變化（個體發生學）。
行为可分為两类：先天行为、学习行为。
行为可以視為是有機體改變和環境關係的行動，是生物體到環境中的輸出。

### 人的行為
目前認為人的行為是因為內分泌系統和神经系统影響所造成的。目前普遍認為生物行為的複雜程度和其神經系統的複雜度有關。一般而言。神經系統越複雜的生物，其学习新的反應，進而調整自己行為的能力也越強。

### 動物行為
动物行为学是針對動物行為的科学方法和客觀研究。一般是以動物在自然條件下的行為為研究焦點，並且將行為看成是演化適應的特徵。行为主义這個詞語也可以描述這種針對動物行為的科學客觀研究，通常是指和在实验室中量測刺激的反應，或是訓練後的行為反應，不特別強調演化上的適應性。

## 消費行為
消費行為是指消費者要購買商品或服務時，會經過的過程。消費行為和消費有關，也圍繞者消費者在採購及使用商品和服務時，所經歷的過程。消費者識別其需要或是慾望，透過這個過程來滿足其需求。消費行為是消費者會經歷的過程，其中包牯括要採購的商品種類、採購金額、採購頻率，以及影響他們採購或不採購的因素。
有許多會影響消費行為的因素，其中包括內在和外在因素。內在因素包括態度、需求、動機、喜好以及感知過程，外在因素包括營銷活動、社會和經濟因素以及文化因素。南加大的Lars Perner博士認為身體因素也會影響採購行為，例如若消費者肚子餓，身體飢餓的感覺會使其去買三明治充飢。
营销组合（4P）是四種营销工具的簡稱，代表產品、價格、促銷和通路。這些也會影響消費行為。

### 消費者決策
Lars Perner博士有一個模型說明在消費行為時的決策過程。從認知到問題開始，消費者認知到有未被滿足的需要和想要，這會讓消費者搜尋相關資訊。若是低參與度的商品，搜尋可能只是從記憶中找尋可能選項。若是高參與度的商品，搜尋則會更徹底，包括閱讀相關新聞、報告或是問朋友。
消費者會評估其商品選項，比較其價格、品質，在商品之間取捨，刪除較不吸引人的選項以縮小範圍，只到只剩下一個為止。在選定商品之後，就會進行採購。
最後消費者會評估採購決策、所採購的商品，將價格、商品品質以及採購經驗等因素考慮進來。上述是理性下的過程，不過人也是情緒和不理性的生物。依Lars Perner博士的理論，人會在情緒下作決策，再用邏輯加以合理化。

## 管理

### 組織上的
管理學中，行為和想要的（或不想要的）聚焦有關。管理者一般會關注想要的結果，但行為模式也會有所影響，這些模式可以說明想要的行為是否會出現，常不常出現。在行為真的發生之前，前因（antecedents）是關注那些會影響要發生行為的刺激因素。在行為發生之後，就會有其結果，其中包括獎勵或是懲罰。

### 社會行為
社會行為是指二個或多個同種生物之間的行為，而且強調生物影響其他生物的行為。這是因為生物之間的互動而產生的。社會行為類似商品的交換，期望的是當一方給予時，也可以得到相同的回報。此行為會受到個體的素質以及環境（刺激）因素所影響。因此，社會行為是生物和環境之間互動的結果。對於人而言，社會行為可以用人的個別特點，以及所在的情境來確認。

## 行為資訊學
行為資訊學，也稱為行為計算，是以資訊學以及計算的觀點探索行為智能以及行為洞察力。
行為資訊學和以心理學觀點的應用行為分析不同，行為資訊學會建構計算理論、系統和工具，目的是要在質和量的層面上，針對個體、群體或組織的行為加以建模、呈現、分析並且管理。

## 健康
健康行為是指和其健康以及福祉有關的信息和行動。健康行為是維持健康生活方式的直接因素。健康行為會被社會、文化以及實體環境因素所影響，也會因為個人選擇以及外在限制而變化。正向行為可以促進健康，避免疾病，高風險行為的效果則恰好相反。健康行為是群體健康的領先指標。因為行為和疾病的發生常常會有時間差，這些指標可能可以顯示健康風險行為以及健康促進行為未來會帶來的負擔和助益。

### 相關性
有許多研究在檢驗健康行為和健康身體之間的相關性（例如Blaxter 1990），也可以看出其在生病率和死亡率之間的角色。
這些研究已識別出和低患病率和較高長期存活率有關的七個活動（Belloc and Breslow 1972）：
- 避免零食
- 規律的吃早餐
- 規律運動
- 維持理想體重
- 適度喝酒
- 不抽煙
- 每晚睡七到八小時

健康行為可以減緩慢性病發生的時間，並且延長活力年數（active lifespan），對人的生活品質有幫助。吸煙、喝酒、飲食、初級醫療的落差、以及篩檢比率低都是健康情形不佳的決定性因素，因此改變這些情形即可以改善健康。例如美国卫生及公共服务部提出的Healthy People 2000，將增加身體活動、調整營養、減少吸煙、喝酒及藥物使用列為促進健康並預防疾病的重要作法。

## 法學
法律上的「行為」指基於人類自由意思的身體活動。行為可分為作為（德語：Handeln）、放任（德語：Duldung (Recht)）、不作為（德語：Unterlassen）三種不同型態；但在一些法律系統中僅有作為與不作為兩種型態，如中華民國法律與中華人民共和國法律。
按法理學觀點，法律行為是社會主體所實施的、能夠發生法律上效力、產生一定法律效果的行為，包括合法行為與違法行為。基本特點是社會性與法律性：法律性指法律行為具社會意義，法律性指法律行為必須由法律規範予以調整。

### 刑法
刑事責任的歸屬以行為為前提。有認為具刑法意義的行為係有人格表現的行為，即｢心理/精神現象｣的行為；亦有認為具刑法意義的行為係出於意思所主宰支配的人類行止，內在要素必須有意思支配的可能性，外在要素則須具備社會重要性的身體行止。單純的反射動作、睡夢中的反應、絕對強制下的行為、因病抽搐之動作等皆非刑法上之行為。行為論即是分析哪些事件可以作為當受刑法評價的行為的學說。

### 民法
行為於民法上，可以是債的權利義務之客體——物以外的權利義務客體均屬行為；亦可以是造成侵權、不當得利、無因管理的原因——如此的事實行為又將創設新的債。
需要注意，民法中的法律行為（德語：Rechtsgeschäft，即「法律交易」之義）並不是「行為」，而是意思表示；因其可產生法律後果，而視作行為。

## 計算機科學
在計算機科學中用行為作為一個擬人化的結構．來說明電腦應用程式或某一段程式碼對於輸入的反應。
在面向对象程序设计中，用類別來定義事物的抽象特點，而某一類別可以作的事稱為行為，一般會對應類別中的方法。例如「狗」這個類別中可能會有方法對應「吠叫」這個行為。
在函数式反应型编程中，行為是其中的一個重要概念，是一個會隨時間變動的數值。